# کنارخاینده
کنارخاینده (نام علمی: ') نام یک سرده از راسته سراسرخاینده ریختان است.